# マッシャブル
マッシャブル（Mashable）は、2005年にピート・カッシュモアが開設したデジタルメディアウェブサイト。